# Copa Chile de Básquetbol 2015
La Copa Chile 2015 será la quinta edición de la copa chilena entre clubes de la Liga Saesa y Libcentro. Se disputará con el formato de semifinal en el Coliseo municipal de Puerto Varas. Con 4 equipos que se enfrentan en un partido único, siendo partícipes de la copa el campeón y subcampeón de la Libcentro y de la Liga Saesa. Se jugará el 12 y 13 de septiembre
También el ganador de este certamen será el representante de Chile en la Liga de las Américas 2016.

## Equipos participantes
Los participantes para esta edición serán los 2 mejores equipos de la Liga SAESA 2015 y los 2 mejores de la Libcentro 2015.
| Equipo            | Entrenador          | Ciudad       | Estadio                           | Capacidad | Motivo                     |
| ----------------- | ------------------- | ------------ | --------------------------------- | --------- | -------------------------- |
| Tinguiririca      | Cipriano Núñez      | San Fernando | Gimnasio Hermanos Maristas        | 1.500     | Campeón Libcentro 2015     |
| Colo-Colo         | Gabriel Schamberger | Santiago     | Gimnasio Boston College           | 3.000     | Subcampeón Libcentro 2015  |
| CDS Puerto Varas  | Leonardo Monsalve   | Puerto Varas | Coliseo municipal de Puerto Varas | 1.400     | Campeón Liga SAESA 2015    |
| Español de Osorno | Rodrigo Isbej       | Osorno       | Monumental Maria Gallardo         | 4.500     | Subcampeón Liga SAESA 2015 |

## Club Deportivo Tinguiririca San Fernando vs Español de Osorno
| 12 de septiembre de 2015 | Tinguiririca                                                                         | 107–101              | Español de Osorno                                                                 |                                                                      |  |
|                          | Parciales: 27 , 25 ; 28 , 29 24 , 18 ; 29 , 29                                       |                      |                                                                                   |                                                                      |  |
|                          | Estadísticas EDUARDO MARECHAL, JORGE VALENCIA 24 JONATHAN CELIS 8 EDUARDO MARECHAL 7 | Reporte Pts Reb Asts | Estadísticas RODRIGO MUNOZ 26 NELSON MENDEZ 12 MILENKO SEPULVEDA, RODRIGO MUNOZ 5 | Árbitros: JOSE CARRASCO, CHRISTIAN ESPOZ, CARLOS RAMIREZ Televisión: |  |

## CDS Puerto Varas vs CSD Colo-Colo
| 12 de septiembre de 2015 | CDS Puerto Varas                                                  | 64–72                | Colo-Colo                                                          |                                                                       |  |
|                          | Parciales: 21 , 21 ; 15 , 14 16 , 22 ; 12 , 15                    |                      |                                                                    |                                                                       |  |
|                          | Estadísticas MARQUIS JOHNSON 20 HUMBERTO CARRIZO 15 RENATO VERA 3 | Reporte Pts Reb Asts | Estadísticas MATIAS VILLAGRAN 21 JORGE SCHULER 11 ERICK CARRASCO 5 | Árbitros: FELIPE VALENZUELA, RODRIGO OLVEROS, JUAN RIVERA Televisión: |  |

## Tercer lugar
| 14 de septiembre de 2015 | CDS Puerto Varas | 82–97 | Español de Osorno |             |
|                          |                  |       |                   |             |
|                          |                  |       |                   | Televisión: |

## Final
| 14 de septiembre de 2015 | Tinguiririca | 86–89 | Colo-Colo |             |
|                          |              |       |           |             |
|                          |              |       |           | Televisión: |

## Campeón
| Chile                |
| Colo-Colo 1.º título |